# Лливелин Лесной
Лливелин Лесной (валл. Llywelyn Bren) (ок.1267 — 1318) — сын Грифида, лорда Сенгенидда.

## Происхождение
Отец Лливелина, Грифид, был потомственным лордом Сенгенидда. Его прадедом был Ифор Короткий, потомок Кинурига, брата Йорверта. Во время войны Эдуарда с Лливелином Гвинедским Грифид потерял право на Сенгенидд, а позже схвачен Гилбертом де Клэром и посажен в тюрьму в Ирландии. Лливелин женился на Ллеуке (ум. в 1349 г.) от которой у них было семь сыновей.

## Повод для восстания
В 1314 году Гилберт де Клэр погиб в битве при Баннокберне и титул графа Глостера остался вакантным. Эдуард II стал регентом при сестрах Гилбберта де Клэра, которые являлись его наследницами. 13 июля 1314 г., через 20 дней после смерти графа Глостера блюстителями его владений были назначены Джон де Эвердон и Ингельрам Беренджер, последний также стал шерифом Гламоргана, но уже 14 сентября блюстителем был назначен Бартоломью де Бадлсмер, приближенный последнего графа. Видимо, это было сделано для того, чтобы устранить проблемы, возникшие в результате давления новых королевских чиновников на валлийское население, ибо недовольство валлийцев вылилось в открытое восстание.
Уже в июле 1315 г. Бадлсмер был заменен Пэйном де Турбевиллем, лордом Койтэ, шерифом Гламоргана стал Роберт де Грендон. Де Турбервилль преследовал и уничтожал подозрительных валлийцев, также мучил их голодом. Все вызывало гнев со стороны валлийцев. Лливелин обратился Эдуарду II за помощью и справедливостью, но получил отказ и более того, Лливелин был признан изменником. В случае поимки Эдуард II собирался повесить Лливелина. Лливелин начал готовиться к восстанию. Успех Эдуарда Брюса и его шотландских войск в Ирландии летом 1315 г. воодушевил его. Угроза шотландского вторжения в Уэльс стала вполне реальной, идея кельтского союза против Англии, казалось, могла быть воплощена в жизнь, ибо, согласно пророчествам, объединение могло принести освобождение, а валлийцы, как известно, доверяли им.
Автор «Vita Eduardi Secundi» передает, что шотландцы имели успех в Ирландии и намеревались пойти в Уэльс, чтобы поднять валлийцев на восстание, ирландцы и валлийцы, − по его словам, − являются народами, несущими ярмо рабства. Эдуард Брюс, в конце октября 1315 г., отправил в Уэльс Филиппа ап Хивела, Риса ап Хивела и Джон Вэлвэйн, которые имели полномочия не только санкционировать расходы по обороне земель, но и вести переговоры с людьми северного Уэльса по неким секретным вопросам, которые король доверил им, им было приказано также встретиться с Грифидом Ллойдом, троюродным братом Горонви ап Тюдора..

## Восстание
Лливелин Брен начал свою кампанию с атаки на замок Кайрфилли 28 января 1316 года. Далее восставшие захватили замок Кенфиг, замки в Ллантрисант, Ллангиби и даже замок Диневур. Несмотря на столь пристальное внимание к Гламоргану, восстание стало неожиданностью для короля. Выступление, начавшееся в Сенгенете, поддержали жители Блайнай Морганногг. Восстание затронуло и Кардифф. Первые контрмеры король предпринял 6 февраля: Уильям де Монтегю и Хью I де Одли были назначены командовать кавалерией в Гламоргане, Хамфри де Бохун, стал командующим всех сил, направленных против повстанцев, к нему вскоре присоединились Роджер Мортимер из Чирка, Роджер Мортимер из Вигмора, Генрих Ланкастер, лорд Монмута, Джон Гастингс, лорд Абергавенни и другие. Войска были набраны в Глостере, во время восстания княжество обеспечивало поддержку королевской армии.
Лливелин не смог достичь сколько-нибудь значительных успехов и вскоре его войска отступили в горные районы. Центром валлийского сопротивления стал Сенгенет. Английские войска подошли к нему с двух направлений. Граф Херефорд и Мортимеры собрали свои силы на юге Брекона, Уильям де Монтегю направлялся из Глостера через Монмут в Кардифф в сопровождении сил Генриха Ланкастера и Джона де Гастингса и к 6 марта прибыл туда. Королевская армия, насчитывавшая 150 всадников и 2000 пехотинцев, 12 марта оставила Кардифф и двинулась к замку Кайрфилли. По пути войска столкнулись с восставшими, укрепившимися на Чёрной горе (Кастелл Мор Крейг).

## Конец восстания
Понимая, что ситуация безнадежна, в 18 марта 1316 года Лливелин сдался Богуну, придя в Истрадфелльт. В суде Лливелин попросил наказать за восстание только себя, а остальных помиловать. Его галантное поведение заработало ему уважение в глазах Роджера Мортимера и Хэмфри де Богуна, которые попросили Эдуарда II не принимать жестких решений по отношению к Лливелину без его совета. 26 марта король приказал заключить Лливелина вместе с женой и сыновьями в Тауэр. В это же время Вильям де Монтегю, Генри де Пенбридж и Роберт де Грендон были уполномочены провести расследование в Гламоргане, результаты которого свидетельствуют о том, насколько широкой была поддержка, оказываемая Лливелину. В списке людей, принимавших участие в восстании, оказались жена Лливелина Ллеуки, его сыновья Гриффит, Йоан, Дэвид, Роджер и Майриг, троюродные братья Лливелина Лливелин и Уильям, а также Хивел ап Ифор из Майсгена, Грону ап Рис и Рис Майсген из Нита и Мадог Вихан из Тир Йарля. Все перечисленные, безусловно, пользовались огромным влиянием в валлийском обществе.
Уже в августе 1316 г. Джону Жиффару, новому блюстителю и шерифу Роберту де Грендону было приказано вернуть земли, владельцы которых капитулировали и выплатили штрафы. Лливелин и Уильям, заключенные в Тауэре вместе с Лливелином, были прощены в результате заступничества Роджера Мортимера, Мадогу Вэхану и его сыну возвратили их земли. Некоторым из повстанцев пришлось ждать прощения дольше, но большинство из них были вскоре восстановлены в правах. Последствия восстания серьёзно отразились на тех, кто в нём играл меньшую роль: на население Гламоргана были наложены значительные штрафы, а территория графства серьёзно пострадала в период военных действий. Имущество самого Лливелина Брена было конфисковано после капитуляции. Спустя два года Лливелин по приказу Деспенсера, лорда Гламоргана, был привезен в Кардифф и казнен. Диспенсер казнил Ллиуэлина Лесного без суда, без указания на то короля: его подвешивали (но не до смерти), выпотрошили и четвертовали. Впоследствии так же был казнен и сам Диспенсер, а одним из выдвинутых против него обвинений стало убийство Ллиуэлина Брена. После свержения Эдуарда II сыновья Лливелина Брена вновь получили свои наследственные земли в Гламоргане.

## Последствия
Восстание Лливелина Брена ограничилось Гламорганом и часто расценивается как локальное. Ряд исследователей полагает, что оно не имеет общеваллийского значения, однако это восстание не могло быть обособлено от факторов, воздействовавших на весь Уэльс и, без сомнения, оказало значительное влияние на политику английской короны в отношении этого региона. Валлийцы, как и шотландцы, были согласны признать власть английского короля, сохранив свои право и обычай.
Меры, принимаемые новой администрацией, были направлены на создание мощного королевства на Британских островах и шли вразрез с требованиями валлийцев. Напряженность в англо-валлийских отношениях не исчезала никогда: английские власти старались не терять бдительности и быть начеку, на тот случай, если валлийцы вновь восстанут. Положение усугублялось опасностью использования Уэльса врагами Англии в качестве плацдарма для вторжения или внутреннего дестабилизирующего фактора.